# Chenal de marée
Pour un article plus général, voir chenal.

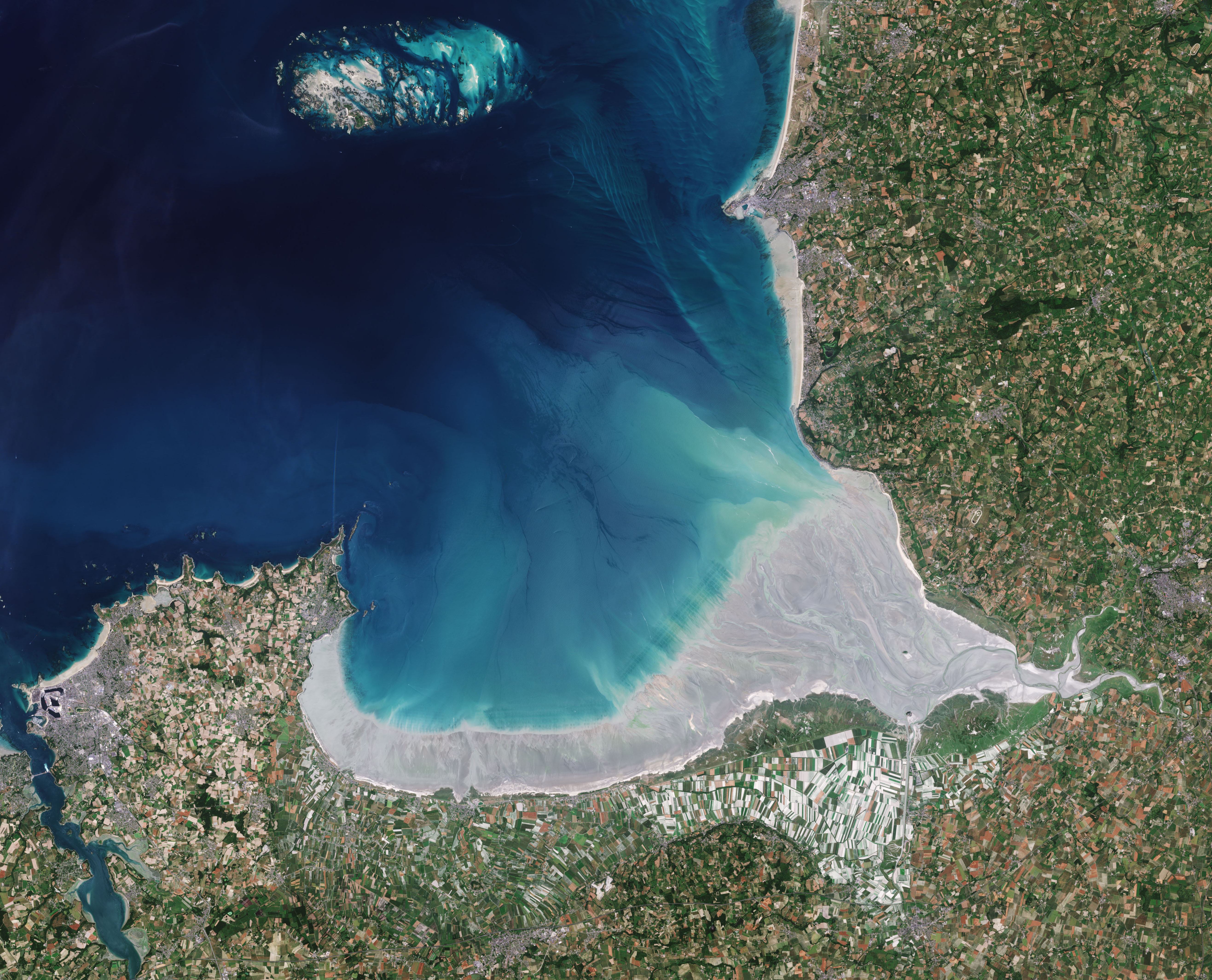
L'image satellite de la baie du Mont-Saint-Michel permet d'observer des chenaux de rivière à tendance méandriforme, et un réseau dense de chenaux de marée aux tracés plus rectilignes.

Un chenal de marée, appelé aussi chenal tidal, est un passage d'eau étroit et plus ou moins profond, situé dans une zone côtière (schorre et slikke des marais maritimes, des estuaires, des deltas), soumis à des courants de marée. Ces chenaux qui sont creusés par le flot et le jusant des marées,  permettent la circulation des courants de marées. Ils jouent un rôle important dans la dynamique des écosystèmes côtiers.
Les chenaux de marée se distinguent des chenaux fluviatiles (en) qui peuvent se creuser ou se combler dans le lit des cours d'eau, et des chenaux fluvio-marins (ou chenaux fluvio-tidaux) au débouché des cours d'eau.

## Réseaux

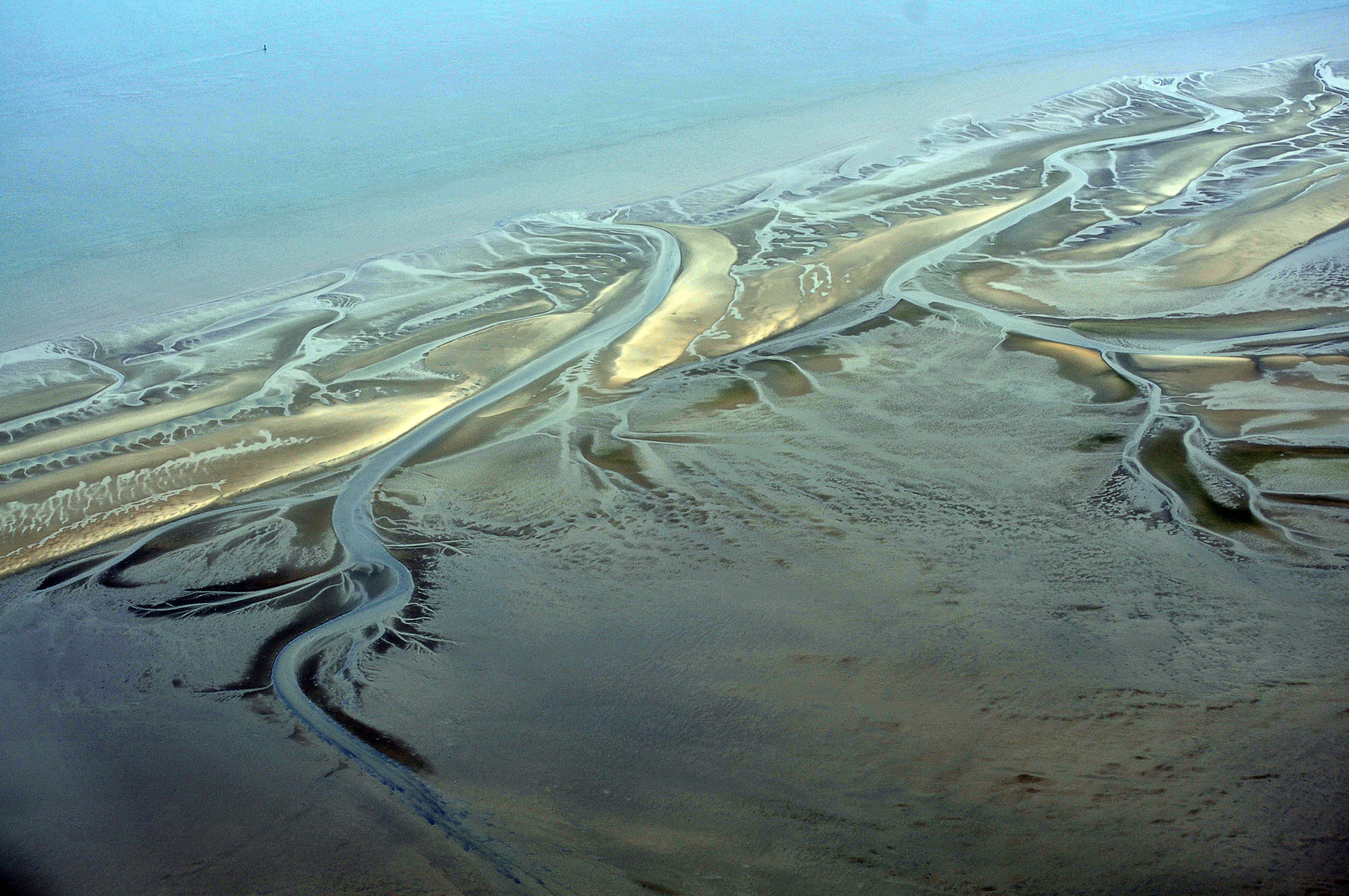
L'évolution du réseau dense de chenaux de marée de la mer des Wadden influe sur le paysage qui ne cesse d'évoluer, selon les heures, les jours, les saisons, selon les rythmes de la marée et la croissance de la végétation.

Flux et reflux concourent à la formation de chenaux de marée. Selon le matériau sédimentaire, les conditions hydrodynamiques locales et la topographie côtière, ces chenaux peuvent se présenter sous la forme d'un réseau, appelé aussi lacis ou chevelu. Pour la description de ces différents types de réseaux,  Fernand Verger utilise la typologie suivante qui emploie en grande partie des métaphores empruntées au règne végétal : réseau de rigoles parallèles entre des mégarides, réseau dendritique (fasciculé lorsque les chenaux sont en faisceau, penné lorsque des chenaux secondaires prolongent le chenal principal sur chacun de ses deux côtés comme les barbes d'une plume).
Le réseau de drainage s'établit selon une structure hydrographique hiérarchisée : un ou plusieurs chenaux principaux plus ou moins méandriformes constituent le réseau primaire. À la marée montante (le flux), ils remplissent le réseau secondaire (les ramifications des chenaux majeurs correspondent à des chenaux secondaires qui rejoignent les collecteurs principaux), lequel alimente à son tour le réseau tertiaire (les affluents des chenaux secondaires correspondent à des fossé et  des rigoles). Inversement, à la marée descendante (le reflux), les petits filets d'eau de ruissellement du réseau tertiaire ou les chenaux du réseau secondaire alimentent les chenaux principaux.

## Écosystèmes côtiers
Les chenaux de marée forment un habitat qui constitue un écotone bien spécifique où le balancement des marées influence l'installation d'une faune et d'une flore diversifiée dans le milieu.
Les chenaux qui parcourent cet écosystème côtier sont autant de corridors de pénétration de la marée qui peuvent servir, pour les animaux marins, de refuge (en) en cas de dérangement ou de danger imminent contre les prédateurs, mais aussi de pièges à nourriture où se concentrent les proies disponibles. Il est par exemple possible de voir dans certaines baies des phoques trouver abri dans des chenaux profonds ou en attente de poissons au débouché d'un chenal de reflux.